# Bitubulogenerina
Bitubulogenerina es un género de foraminífero bentónico de la subfamilia Tubulogenerininae, de la familia Siphogenerinoididae, de la superfamilia Buliminoidea, del suborden Buliminina y del orden Buliminida. Su especie tipo es Bitubulogenerina vicksburgensis. Su rango cronoestratigráfico abarca desde el Luteciense (Eoceno medio) hasta el Tortoniense (Mioceno medio).

## Discusión
Clasificaciones previas incluían Bitubulogenerina en el suborden Rotaliina del orden Rotaliida.

## Clasificación
Bitubulogenerina incluye a las siguientes especies:
- Bitubulogenerina azuana
- Bitubulogenerina breviata
- Bitubulogenerina dertonensis
- Bitubulogenerina ettiai
- Bitubulogenerina hiwanneensis
- Bitubulogenerina vicksburgensis